# Île aux Paveurs
L'île aux Paveurs est une île de la Seine de la commune d'Étiolles. Elle longe la rive droite du fleuve, face à la commune d'Évry. L'île est entièrement boisée et aucun pont ou passerelle ne la relie à la rive. Elle est située 600 mètres au nord-ouest du pont permettant à l'autoroute La Francilienne de franchir la Seine.
C'est le dernier vestige des nombreuses îles qui existaient dans cette zone de confluence entre le ru l'Hauldres et la Seine alors beaucoup plus large à la période paléolithique et qui fut un important site d'occupation humaine lors du Magdalénien.